# Ladbrostenen
Ladbrostenen, med signum U 114, är ett runblock i Nedre Runby och Eds socken i Upplands Väsby kommun. Blocket ligger cirka 300 meter norr om Upplands Väsbys järnvägsstation.

## Blocket

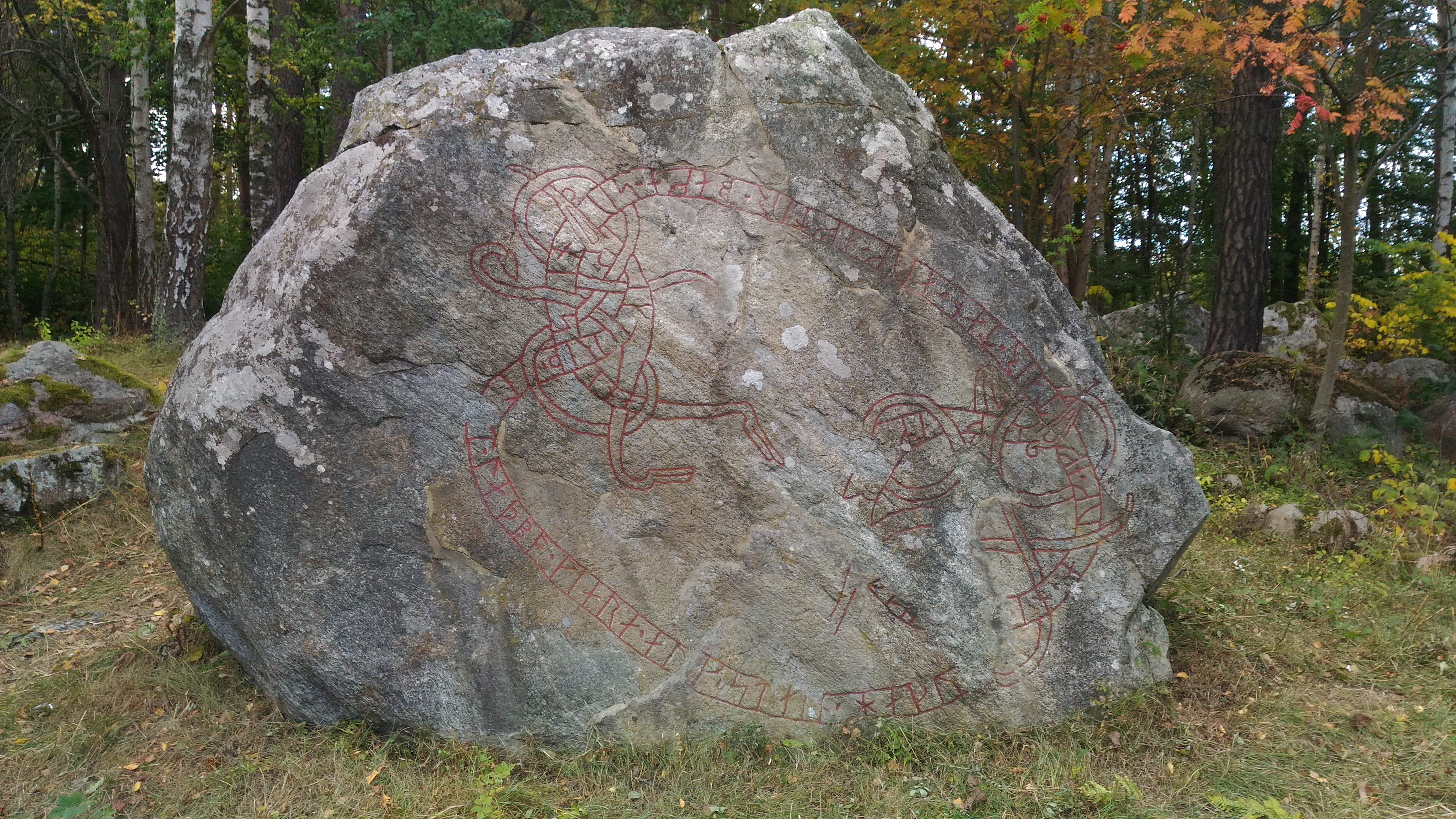
Ladbrostenen - sida 1

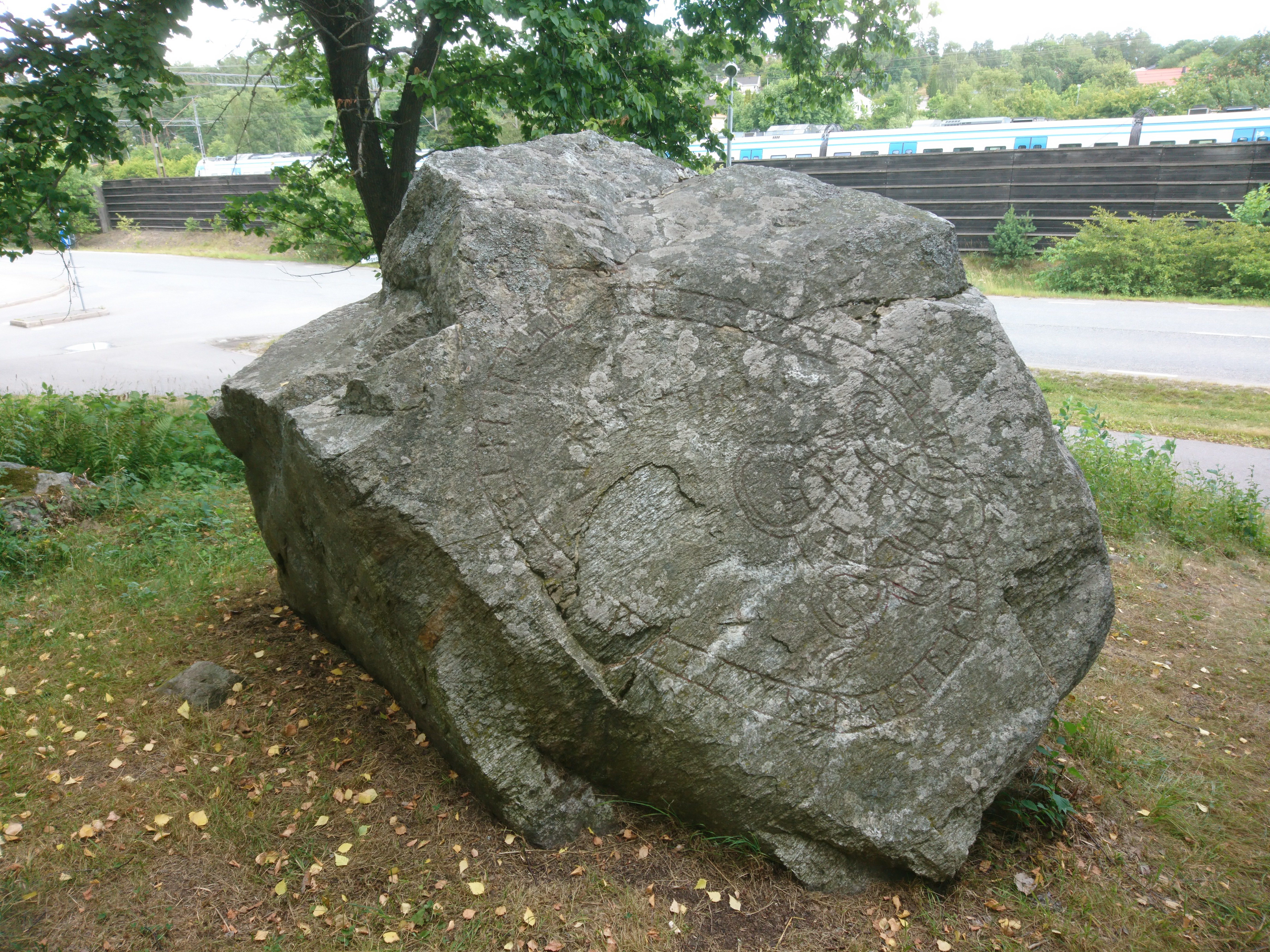
Ladbrostenen - sida 2

Runblocket som är ett flyttblock ligger utmed Åvägen och nära Väsbyån i Runbys norra del. Det ligger på en liten udde där marken sluttar ned mot ån i öster och avståndet till vattnet är cirka 25 meter. Under vikingatiden när vattenståndet var omkring fem meter högre, gick här en farled mellan Edssjön och Oxundasjön, som i söder hade förbindelse med Mälaren och Saltsjön. Den "ladbro" som står omnämnd i texten har sannolikt varit en kaj eller lastbrygga, vilket avslöjar ortens centrala betydelse utmed vattenleden. Några lämningar efter bryggan lär ej finnas kvar. Intressant är att även orten Runby uppges som den gård skriftens personer bebodde.
Blocket är försett med två ristningar på två olika sidor, som tillsammans har följande ordalydelse:

## Inskrifter
Translitterering av runraden:
§A ikriþ ' l[i]t · laþbo · kiara ' auk · stain · haku[a eftir] ikim[a]r (b)(o)[ta s]in · auk · eftar · tan · auk · eftir · baka · suni · sina 
§B ' þaiʀ byku ' i rynby ' auk ' bo atu ' [kr]istr · ialbi ' s(a)(l)(u) · þai[r- ·] (þ)it skal ' at minum · mana ' miþan · min li[fa]
Normalisering till runsvenska:
§A Ingrið let laðbro gæra ok stæin haggva æftiʀ Ingimar, bonda sinn, ok æftiʀ Dan ok æftiʀ Banka/Bagga, syni sina. 
§B Þæiʀ byggu i ʀunby ok bo attu. Kristr hialpi salu þæiʀ[a]. Þæt skal at minnum manna, meðan mænn lifa.
Översättning till nusvenska:
Ingrid lät göra ladbron och hugga stenen efter Ingemar, sin man, och efter Dan och efter Banke, sina söner. De bodde i Runby och ägde där gård. Krist hjälpe deras själ. Detta skall vara till minne av männen, så länge människor leva.